# 북방한계선

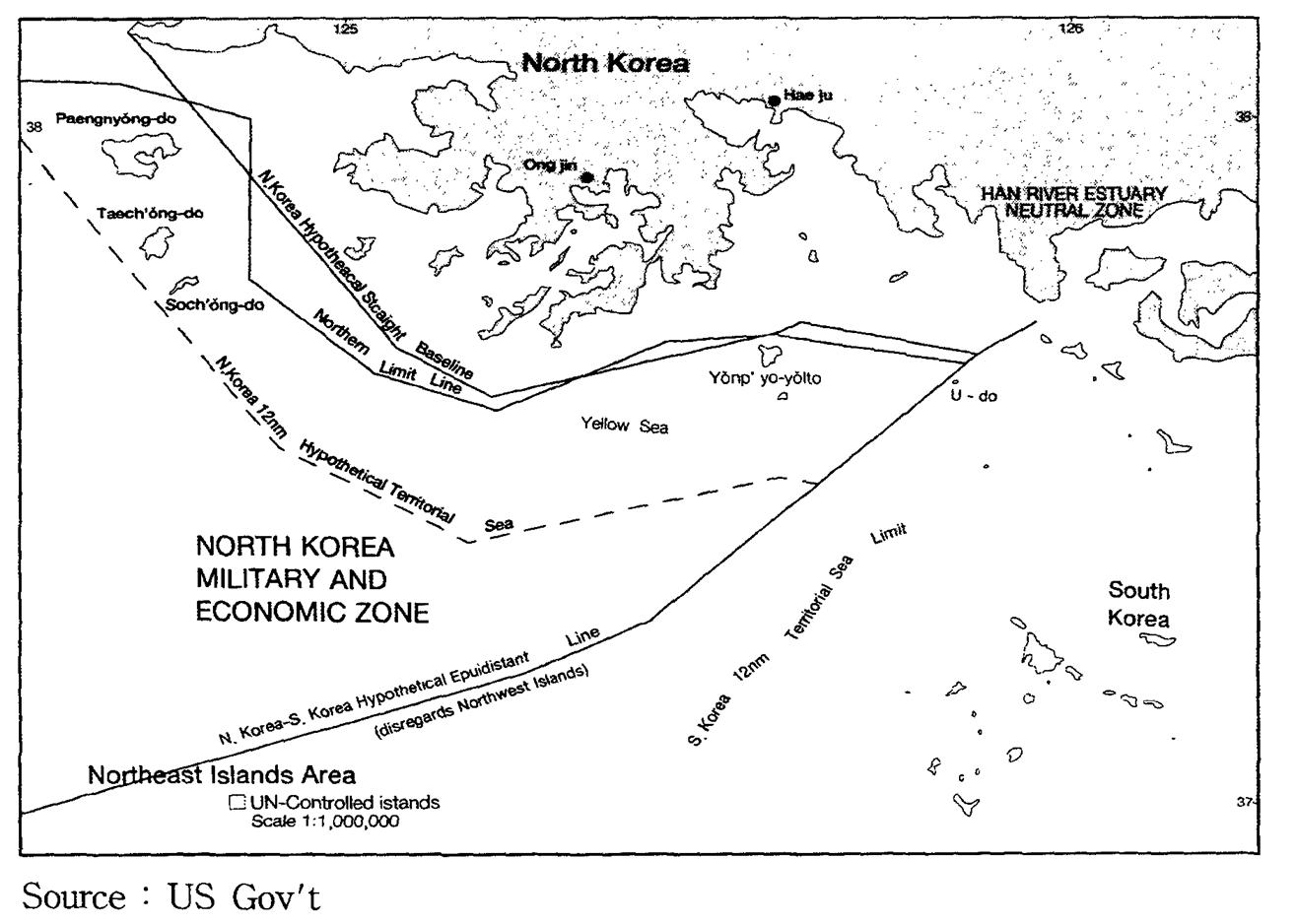
북방한계선

북방한계선(北方限界線, 영어: Northern Limit Line, NLL)은 대한민국과  조선민주주의인민공화국 사이에 설정된 사실상의 남북 해상 군사 분계선이다. 이중 서해 북방한계선(西海北方限界線)은 대한민국 서해 5도와 조선민주주의인민공화국 황해남도 해안 사이에 설정된 해상 경계선으로, 1999년 제1연평해전 이후 군사적인 분쟁 이슈로 떠오르고 있다

## 설정 배경
1953년 7월 27일, 국제연합군(UN군) 사령부와 조선민주주의인민공화국은 한국 전쟁의 정전협정을 발효시켰다. 정전협정 당시 육상의 군사분계선(MDL)은 합의되었으나, 해상 경계선에 관하여는 연안수역의 범위를 둘러싸고 3해리를 주장한 유엔군 사령부와 12해리를 주장한 조선민주주의인민공화국의 입장차이 때문에 명확한 합의 없이 '연해의 섬 및 해면에 관한 통제권은 1950년 6월 24일 이전을 기준으로 하되, 서해 5도(백령도·대청도·소청도·연평도·우도)는 UN군 사령관 관할 아래 둔다'는 규정을 두었다.
정전협정 발효 1개월 뒤인 1953년 8월 30일, 마크 웨인 클라크 UN군 총사령관은 정전협정의 취지에 따라 남북간의 군사적 충돌을 억제할 목적으로 동해상으로는 군사분계선(MDL)의 연장선에, 서해상으로는 38선 이남인 대한민국 서해 5도와 조선민주주의인민공화국 황해도 사이의 해상에 북방한계선(NLL)을 설정하였다. 유엔군사령부는 당시 북방한계선 설정에 대해 해군작전 규칙의 일환으로 대한민국 해군에만 전달하고 조선민주주의인민공화국에는 공식 통보하지는 않았다.
정전협정 발효 직후인 1953년 8월 당시, 정전협정 체결에 반대했던 이승만 정부는 협정을 무시하고 서해안에서 조선민주주의인민공화국에 대한 공격을 감행하려 시도하였다. 이에 따라 유엔군사령부는 대한민국 국군이 황해도를 공격할 수 없도록 '서해 북방한계선'을 설정하였고, 이것이 북방한계선의 시발점이다.

## 논란

북방한계선(1953년 국제연합군이 설정)
조선 서해 해상 군사분계선(1999년 조선민주주의인민공화국이 선포)

1953년 북방한계선(NLL) 설정 이후 1973년까지 조선민주주의인민공화국이 특별한 이의를 제기하지 않았기 때문에 NLL은 사실상 서해상의 남북간 해상분계선으로서 기능하여 왔다.
그러나, 1973년 12월에 개최된 346차 및 347차 군사정전위원회에서 조선민주주의인민공화국은 황해도와 경기도의 도계(道界)의 연장선 이북 수역은 자신들의 해역이라고 주장하면서 서해 5도에 항행하는 남측 선박은 자신들의 사전허가를 받아야 한다며 처음으로 NLL에 대한 공식적인 이의를 제기하였다. UN군사령부는 북측의 이러한 주장은 정전협정 문구와 정신을 위반하는 것으로 '전적으로 용납할 수 없는 궤변'이라고 반박하였다.
UN군사령부는 1999년 6월 11일에 조선민주주의인민공화국에 장성급 회담을 제의하면서 보도자료를 통해 "NLL은 46년 동안 남북 사이의 군사적 긴장을 방지하는 효과적인 수단으로, 군사력을 분리하는 데 기여해 온 실제적인 경계선으로 사용되어 왔다."라고 발표하였고, 같은 해 6월 15일 제1연평해전 발생 당시 개최되고 있던 장성급 회담에서는 'NLL은 실질적인 해상분계선이며, 지난 40여년간 쌍방이 인정하고 지켜온 엄연한 해상경계선으로서 협상의 대상이 아니다. 그리고 새로운 해상 불가침경계선은 남북간 군사공동위에서 협의해야 하며, 그때까지는 현재의 NLL이 준수되어야 한다'는 점을 분명히 하였다.
이에 대해 조선민주주의인민공화국은 UN군사령부가 NLL을 조선민주주의인민공화국이나 중공군 총사령관에게 통보한 적이 없으며, 조선민주주의인민공화국은 군사정전위원회를 통한 구두 주장이나 문서 제출, 서해상의 실제 행동으로 40여년간 무효임을 주장해왔다는 태도를 보였다. 그러나, 1973년 12월 이전에 무효성을 주장했다는 근거는 확인되지 않는다.
조선민주주의인민공화국은 제1연평해전 직후인 1999년 9월에 NLL로부터 훨씬 남쪽을 경계로 하는 조선 서해 해상 군사분계선을 일방적으로 선포하였으나, 김대중 정부 이래 대한민국 정부와 국군은 현재의 NLL이 준수되어야 한다는 입장에 서서 북측의 이러한 주장을 일축하고 있다.

## 주요 사건
1970년 6월에 연평도 근해에서 어로지도중이던 대한민국 해군 방송선이 이 해역에서 조선민주주의인민공화국 경비정에게 피납되어 끌려간 뒤, 20여명의 승무원 및 함체는 귀환하지 못하고 있다. 1999년, 2002년, 2009년 및 2010년에 NLL 인근 해상에서 대한민국 해군과 조선인민군 해군간 군사적 충돌이 발생하여 수십명의 사상자가 발생하였다.
- 1999년 6월 15일 : 제1연평해전 발생.
  - 1999년 6월 7일부터 6월 15일까지 조선민주주의인민공화국 경비정이 NLL 남쪽으로 최대 10km까지 계속 넘어옴.
  - 대한민국 해군은 조선민주주의인민공화국 경비정의 선체 뒷부분을 고속정이 부딪혀 막는 일명 "밀어내기 작전"으로 대응.
  - 6월 15일 조선민주주의인민공화국 경비정 등산곶 684호의 선제 공격으로 연평해전 발발. 등산곶 684호는 대한민국 해군의 참수리급 고속정, 초계함의 반격으로 반파되어 퇴각.
  - 참수리급 고속정 325호의 정장 안지영 대위 부상.
  - 조선민주주의인민공화국 피해상황은 부상자 10여명 등으로 추정.
- 2002년 6월 29일 : 제2연평해전 발생.
  - 대한민국 해군 참수리 357호 침몰.
  - 조선민주주의인민공화국 등산곶 684호의 함포 선제공격에 대한민국 해군 참수리급 고속정 357호의 정장 윤영하 소령을 포함 6명 전사, 19명 부상.
  - 대한민국 해군의 반격으로 등산곶 684호의 함장 전사.
  - 대한민국 해군은 연평해전을 계기로 교전규칙을 "경고방송-시위기동-차단기동(밀어내기 작전)-경고사격-조준격파사격"의 5단계 대응에서 "시위기동-경고사격-조준격파사격"의 3단계 적극적 응전으로 개정.
- 2009년 11월 10일 : 대청해전 발생.
  - 대한민국 해군 참수리 325호는 함선 외부에 15발의 탄흔이 남음.
  - 조선민주주의인민공화국 해군은 함선이 반파되어 퇴각.
  - 대한민국 해군의 인명피해는 없지만, 조선민주주의인민공화국군의 사상자는 1명으로 추정.
- 2010년 11월 23일 : 연평도 포격 발생.
  - 조선민주주의인민공화국군이 연평도를 향해 해안포 100여발을 무차별 포격함.
  - 대한민국 해병대 2명, 민간인 2명이 사망.
- 2022년 11월2일 :울릉도 주변과 동해로 조선민주주의인민공화국군이 탄도미사일 발사하였음. 이는 한국전쟁 이후 조선민주주의인민공화국군이 NLL 이남으로 미사일을 발사한 사례.[9]

## 연혁
- 1953년 7월 27일 : 정전협정 발효. 육상의 군사분계선만 합의하고, 해상경계선은 확정하지 않음.
- 1953년 8월 30일 : 클라크 UN군 총사령관이 정전협정의 취지에 따라 남북간 군사충돌을 억제할 목적으로 해상 북방한계선(NLL)을 설정해 내부 작전규칙으로 대한민국 해군에 전달.
- 1959년 11월 30일 : 조선민주주의인민공화국에서 발행한 '조선중앙연감'에 서해 북방한계선(NLL)을 해상 군사분계선으로 표시.
- 1973년 12월 : 조선민주주의인민공화국, 군사정전위원회에서 서해 5도 주변수역이 북측의 관할이라고 주장하면서 이 수역을 항행하려면 사전 승인을 받으라고 요구.
- 1984년 9월말 : 조선민주주의인민공화국이 대한민국에 쌀과 시멘트 등을 구호물자로 보내면서 인천항과 동해시 북평항으로 북측 화물선이 입항. 그 과정에서 양측의 호송선단이 NLL 선상에서 조우.
- 1996년 7월 17일 : 이양호 국방장관이 대한민국 국회 본회의 대정부 질문 답변에서 NLL은 정전협정과는 무관하다고 발언.
- 1999년 6월 15일 : 제1연평해전 발생.
- 2001년 2월 5일부터 4월 10일까지 : 4차례에 걸쳐 조선민주주의인민공화국 경비정이 어로지도 중 NLL침범 후 퇴각.
- 2002년 6월 29일 : 제2연평해전 발생.
- 2004년 6월 : 남북장성급회담에서 NLL(북방한계선) 관련 합의서 채택.
  - 서해상의 남북 해군 함정간 우발 충돌을 막기 위해 무선통신과 깃발, 발광(불빛 신호) 등을 이용하기로 합의.
- 2004년 11월 1일 : 조선민주주의인민공화국 경비정 3척 비압도 부근 해상 NLL 월선 했다가 대한민국 해군의 경고사격(10발)을 받고 퇴각.
- 2009년 11월 10일 : 대청해전 발생.
- 2010년 1월 27일 : 조선민주주의인민공화국이 전날 선포한 항해금지구역에 포 90발 발사. 대한민국 국군은 벌컨포로 응사.
- 2010년 3월 26일 : 천안함 침몰 사건 발생.
- 2010년 11월 23일 : 연평도 포격 발생.
- 2013년 6월 24일 : 국가정보원이 2007년 남북 정상 회담 대화록을 발췌 공개해 논란을 일으킴.(2007년 남북정상회담 대화록 논란)

## 남북기본합의서의 관련 규정
1991년 12월 13일 서울에서 체결된 남북 기본합의서와 1992년 9월 17일 평양에서 체결된 그 부속합의서에는 남북의 관할 및 해상 경계선에 관해 다음과 같이 규정하고 있다.

- 남과 북의 불가침 경계선과 구역은 1953년 7월 27일자 군사정전에 관한 협정에 규정된 군사분계선과 지금까지 쌍방이 관할하여온 구역으로 한다. (11조)
- 남과 북의 지상불가침 경계선과 구역은 군사정전에 관한 협정에 규정한 군사분계선과 지금까지 쌍방이 관할하여온 구역으로 한다. (부속합의서 9조)
- 남과 북의 해상불가침 경계선은 앞으로 계속 협의한다. 해상불가침 구역은 해상불가침 경계선이 확정될 때까지 쌍방이 지금까지 관할하여온 구역으로 한다. (부속합의서 10조)

— 남북 기본합의서 제2장

## 같이 보기
- 군사분계선
- 조선 서해 해상 군사분계선: 북한이 일방적으로 선포한 서해 해상경계선.
- 함박도: 황해상 무인도를 둘러싸고 벌어진 영유권 논란.
- 연평도 포격